# Nokianvirta
La rivière de Nokia (finnois : Nokianvirta) est une rivière du Pirkanmaa en Finlande,,.

## Géographie
La rivière coule du lac Pyhäjärvi  près de Tampere au lac Kulovesi, qui fait partie d'un système lacustre à partir duquel le fleuve  Kokemäenjoki commence son parcours vers le golfe de Botnie.
La Nokianvirta traverse la municipalité de  Nokia.
La route nationale 12 enjambe la Nokianvirta par le pont Putaansiltaa.